# Александров, Валентин Варухович
Валенти́н Вару́хович Алекса́ндров (1868—1933) — русский и советский военный  деятель, генерал-майор  (1916). Герой Первой мировой войны.

## Биография
В 1885 году после окончания Ярославской военной прогимназии вступил в службу, в 1887 году произведён в подпрапорщики. В 1888 году после окончания Алексеевского военного училища произведён подпоручики и выпущен в Туркестанский 4-й стрелковый полк.  В 1892 году произведён в поручики, в 1895 году в штабс-капитаны, в 1900 году в капитаны, в 1906 году в подполковники. В 1911 году произведён в полковники, штаб-офицер 5-го Финляндского стрелкового полка. 

 
С 1914 года участник Первой мировой войны, с 1915 года и.о. командира и командир 237-го  Грайворонского пехотного полка, был ранен. 28 апреля 1915 года за храбрость награждён Георгиевским оружием: 
За то, что в бытность в 5-м Финляндском стрелковом полку, командуя левым боевым участком при д.д. Гронскен и Бкрниен 9-го октября 1914 года отбил своим батальоном все атаки немцев и 10-го октября выбил противника из окопов, ударив в штыки, и занял опушку леса западнее д. Гронскен
В 1916 году произведён в генерал-майоры, командир бригады 59-й пехотной дивизии. С 1917 года командир 2-й бригады 43-й пехотной дивизии.
После Октябрьской революции 1917 года в рядах РККА.  С 1926 года помощник начальника мобилизационного отдела штаба Украинского военного округа.

## Награды
- Орден Святого Станислава 3-й степени  (1895)
- Орден Святой Анны 3-й степени (1903)
- Орден Святого Станислава 2-й степени  с мечами (1909; ВП 22.08.1916)
- Орден Святой Анны 2-й степени (1912)
- Орден Святого Владимира 4-й степени с мечами и бантом (ВП 04.03.1915)
- Георгиевское оружие (ВП 28.04.1915)
- Орден Святого Владимира 3-й степени с мечами (ВП 28.11.1915)
- Орден Святого Станислава 1-й степени  с мечами (ВП 01.01.1917)
- Орден Святой Анны 1-й степени с мечами (ВП 03.10.1917)